# 昂布里爾山
昂布里爾山（英語：Mount Umbriel）是南極洲的山峰，位於亞歷山大一世島東岸，處於金星冰川源頭附近，海拔高度約1,500米，以天衛二命名，該山峰現時由南極條約體系管理。

## 外部連結
71°36′S 68°53′W / 71.600°S 68.883°W